# Vertiges (album)
Albums de Henry Torgue et Serge Houppin
Voyageur immobile
(1995) Passages secrets
(2007)
Vertiges est le neuvième album de Torgue et Houppin sorti le 8 février 2001 sur le label Wagra.

## Titres de l'album
1. Ad lib - 4 min 54 s
2. Le Concile des Zoogs - 2 min 51 s
3. Le Train nu - 3 min 19 s
4. Le Serment d'Alice - 3 min 17 s
5. Où va le monde ? - 2 min 30 s
6. Malacca Bay - 2 min 45 s
7. Aruana Song - 3 min 53 s
8. Plume - 3 min 11 s
9. Asraï - 3 min 24 s
10. Salle d'espérance - 3 min 36 s
11. L'Angélie - 3 min 10 s
12. Soap - 3 min 10 s
13. Belvédère du doute - 3 min 01 s
14. Paupières de sable - 3 min 28 s